# Marsyas (geslacht)
Marsyas is een geslacht van kevers uit de familie van de loopkevers (Carabidae). De wetenschappelijke naam van het geslacht is voor het eerst geldig gepubliceerd in 1845 door Putzeys.

## Soorten
Het geslacht Marsyas omvat de volgende soorten:
- Marsyas bahiae Tschitscherine, 1900
- Marsyas bicolor Straneo, 1968
- Marsyas cyanopterus (Tschitscherine, 1897)
- Marsyas darlingtoni Straneo, 1985
- Marsyas elegans (Perty, 1830)
- Marsyas franzi Straneo, 1985
- Marsyas humeralis Straneo, 1968
- Marsyas inaequalis Straneo, 1968
- Marsyas insignis (Brulle, 1843)
- Marsyas intermedius Straneo, 1968
- Marsyas lampronotus Tschitscherine, 1901
- Marsyas latemarginatus Straneo, 1968
- Marsyas minutus Straneo, 1951
- Marsyas obliquecollis (Motschulsky, 1866)
- Marsyas olivaceus Straneo, 1968
- Marsyas parallelus (Perty, 1830)
- Marsyas proximus Straneo, 1953
- Marsyas subaeneus Straneo, 1968
- Marsyas viridiaeneus Chaudoir, 1874